# Liste des élections territoriales à Saint-Martin
Depuis la création de la collectivité territoriale de Saint-Martin les élections territoriales sont organisées tous les 5 ans. Elles ont débuté en 2007.

## Liste
| Élections                       | Dates d'élections     | Formation politique élue                    | Président du conseil territorial |
| ------------------------------- | --------------------- | ------------------------------------------- | -------------------------------- |
| Élections territoriales de 2007 | 1er et 8 juillet 2007 | Union pour le progrès (UP)                  | Louis-Constant Fleming (UMP)     |
| Élections territoriales de 2012 | 18 et 25 mars 2012    | Rassemblement Responsabilité Réussite (RRR) | Alain Richardson (DVG)           |
| Élections territoriales de 2017 | 19 et 26 mars 2017    | _                                           | _                                |